# Daguerreotypie

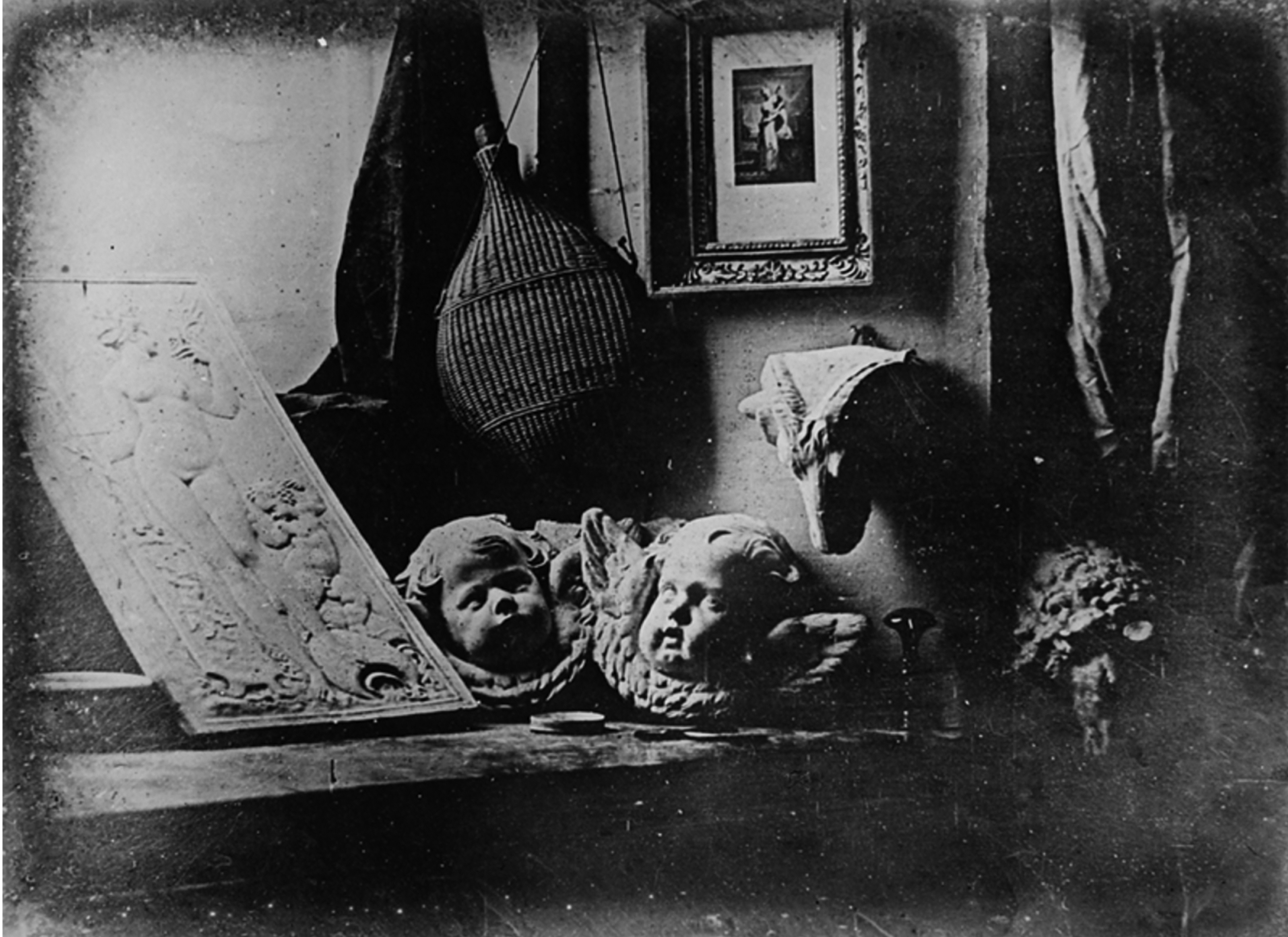
L'Atelier de l'artiste, een daguerreotypie uit 1837 door Louis Daguerre

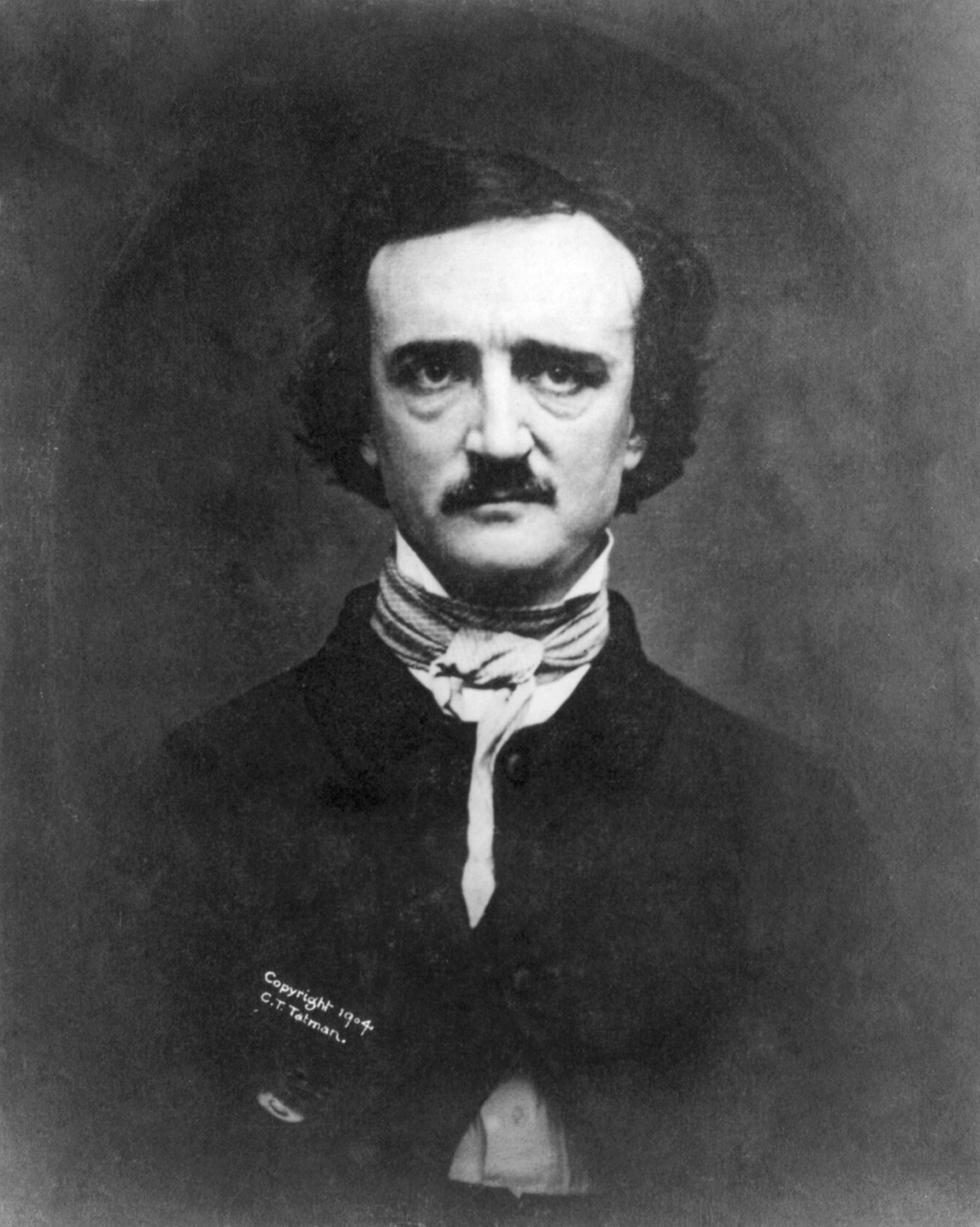
De bekende foto van Edgar Allan Poe is een daguerreotypie gemaakt in 1848, kort voor zijn dood

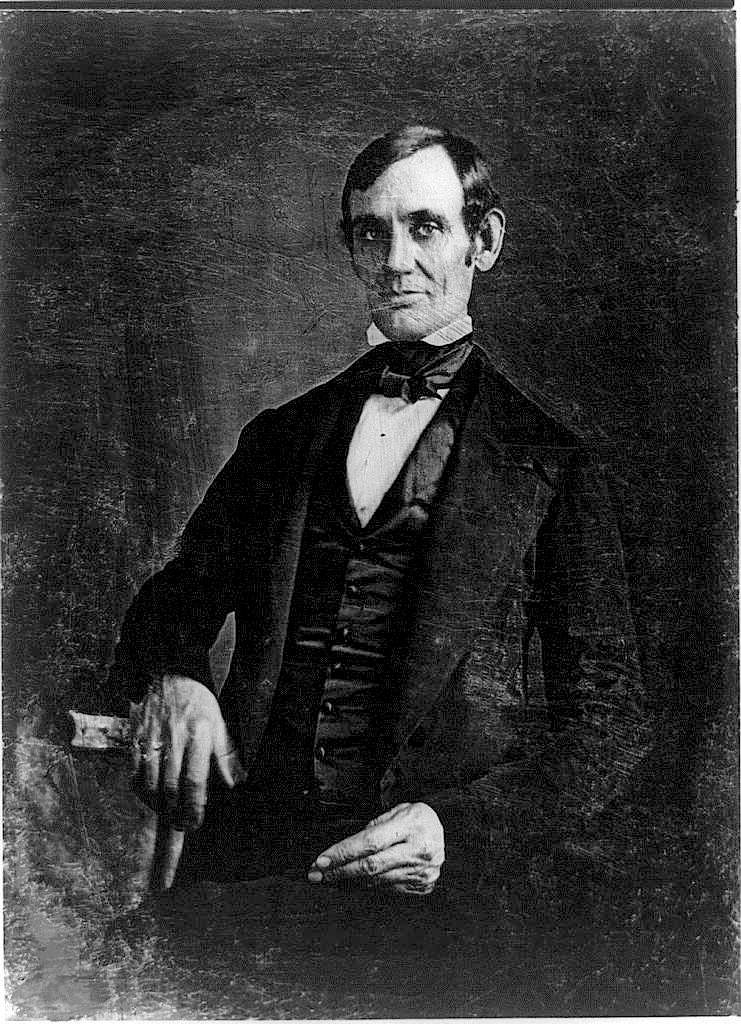
De eerste foto van Abraham Lincoln is een daguerreotypie uit 1846 of 1847.

Daguerreotypie is een vroege fotografische methode, uitgevonden door Louis Daguerre in de eerste helft van de 19e eeuw.
Het procedé werd in 1839 door de Franse overheid aangekocht. Daguerre wordt sindsdien als de uitvinder van de fotografie beschouwd. Niet geheel terecht, want Nicéphore Niépce maakte al eerder foto's. Om zijn nieuwe procedé bekendheid te geven, gaf Daguerre een boek uit: Historique et description des procédés du daguerréotype et du diorama. 
Bij daguerreotypie wordt een gepolijste, verzilverde koperen plaat gebruikt. Deze wordt lichtgevoelig gemaakt met jodiumdampen. Na het belichten (maken van de foto) en vervolgens blootstellen aan kwikdampen (ontwikkelen) ontstaan positieve beelden (maar wel in spiegelbeeld). Het beeld wordt gefixeerd in een zoutoplossing en daarna afgespoeld met water. Deze beelden waren destijds gedetailleerder dan de eerdere procedures. Doordat er geen negatief wordt gebruikt, is het niet mogelijk om meerdere afdrukken te maken. Elke daguerreotypie is daardoor uniek.
Daguerre maakte rond 1837 de eerste goede scherpe foto. Vanwege de hoge ontwikkelingskosten moest Daguerre zijn kostbare patenten duur verkopen, en ook door de ingewikkelde apparatuur was fotografie aanvankelijk alleen mogelijk voor welgestelden. In de jaren 1860 verdween de daguerreotypie van het toneel. Vanaf dat moment werd gebruikgemaakt van de calotypie, de voorganger van het fotograferen met een negatief. Pas in 1888, na vele tussenliggende verbeteringen in materiaal, werd met de uitvinding van de rolfilm door de firma Kodak fotografie voor iedereen bereikbaar.

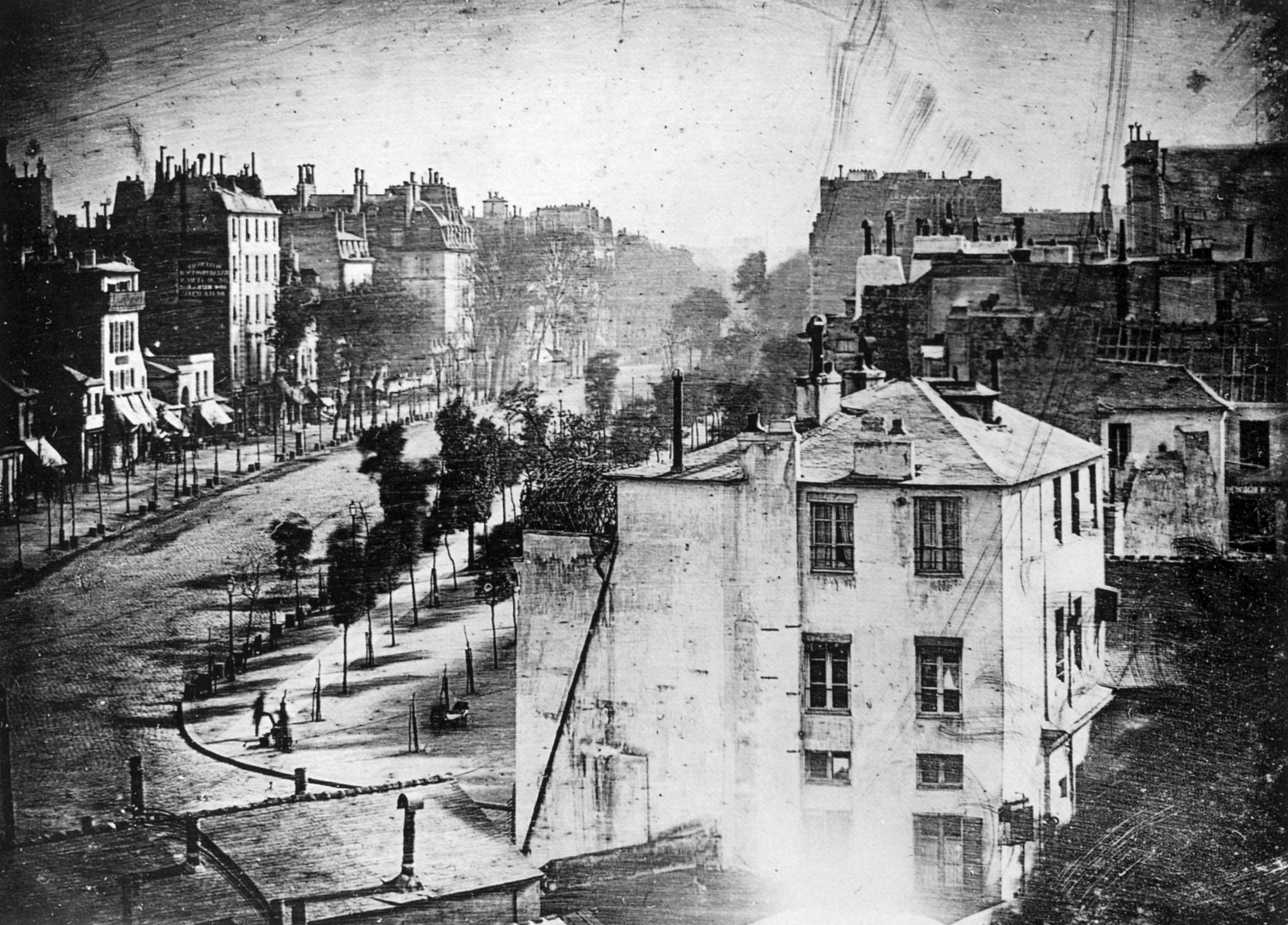
Daguerreotypie van de Boulevard du Temple in het 3e arrondissement van Parijs (Daguerre, 1839). De afbeelding toont een drukke weg, maar doordat de belichtingstijd 4 à 5 minuten bedroeg werd het verkeer niet vastgelegd. Wel zijn linksonder een schoenpoetser en zijn klant zichtbaar, die lang genoeg stil stonden om te worden geregistreerd. Dit is de eerste fotografische afbeelding van een mens die is overgebleven uit die periode. Het is aannemelijk dat de foto van Boulevard du Temple is gemaakt in 1839, niet 1838. In maart 1839 is er namelijk een grote brand tijdens de expositie van het werk van Daguerre. Het zou dus goed kunnen dat deze foto niet de eerste is waar mensen herkenbaar op staan, maar wel de enige die is overgebleven uit die periode.
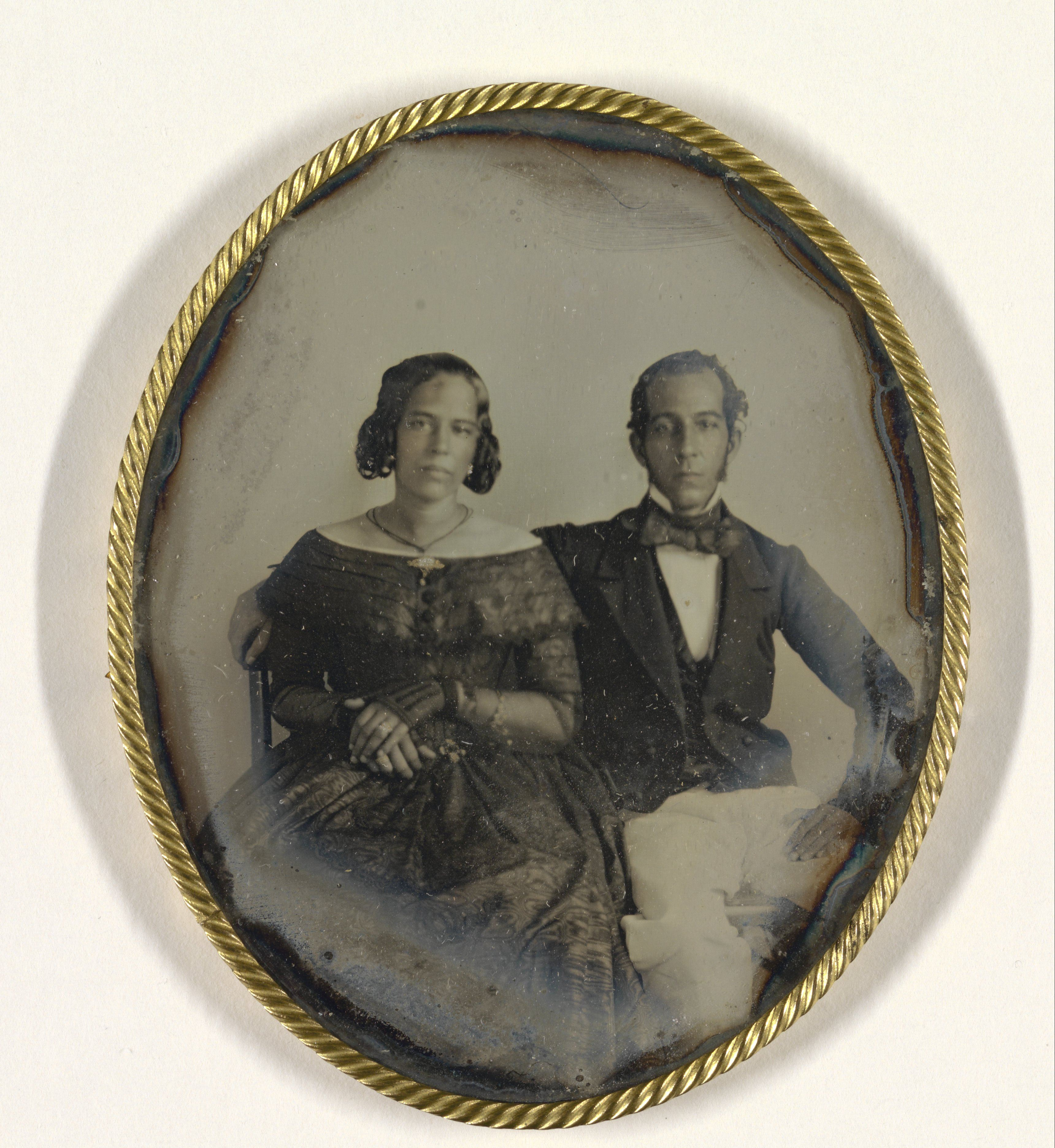
Vroegst bekende daguerreotypie uit Suriname (vermoedelijk 1846). Afgebeeld zijn de ouders van minister Abraham George Ellis.
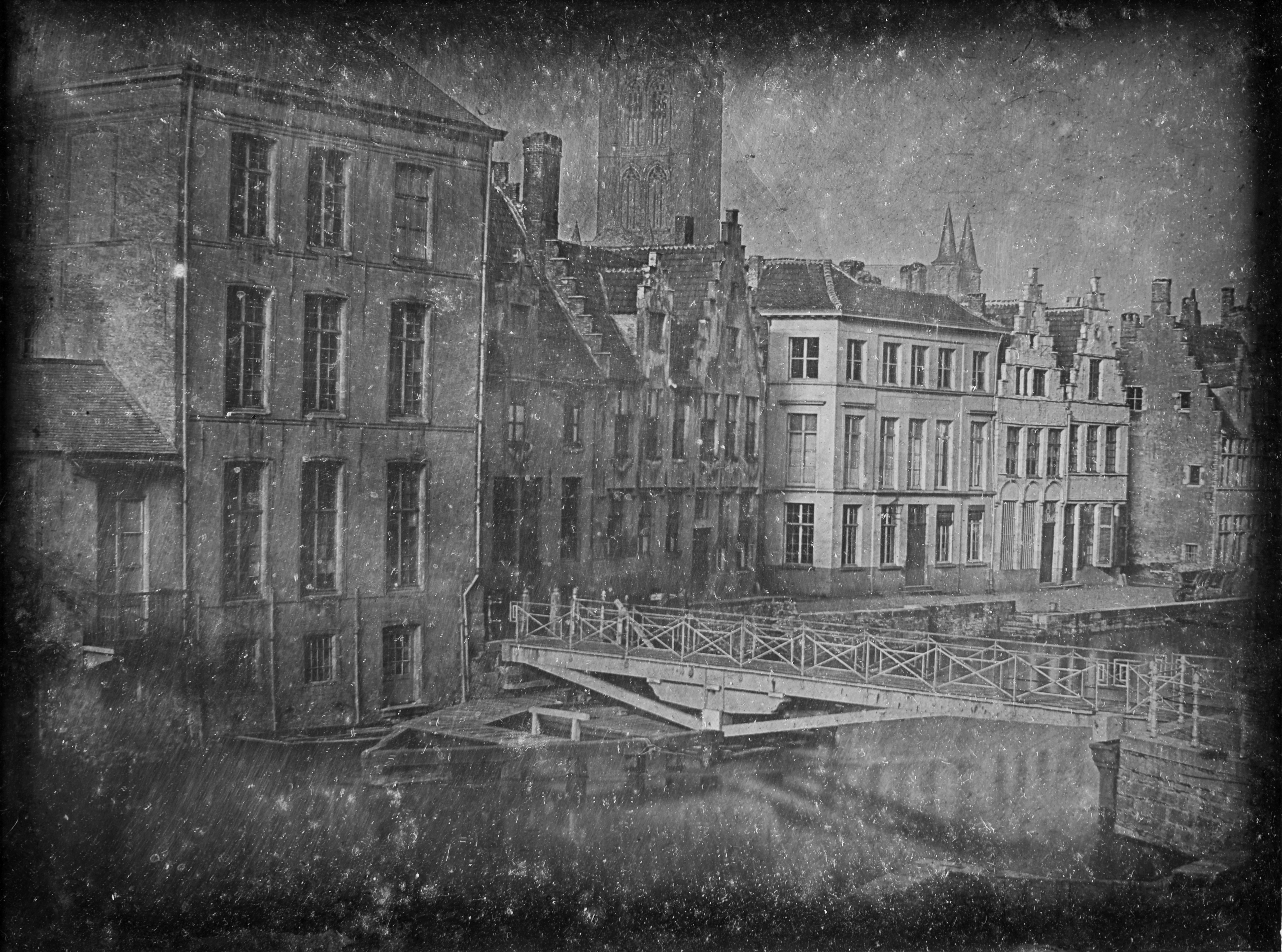
Gezicht in spiegelbeeld op de Predikherenbrug over de Leie, de Predikherenlei en de toren van de Sint-Niklaaskerk te Gent. Deze daguerreotypie is de oudste foto van Gent en wellicht België. Hij dateert van oktober 1839, wanneer opticien François Braga de eerste daguerreotypiecamera mee naar Gent bracht. Hij nam de foto samen met zijn vriend Joseph Pelizarro, op de tweede verdieping in het huis van rechter Philippe Van de Velde op de Ajuinlei. Van de vier daguerreotypieën die gemaakt werden, zijn twee in de collectie van STAM – Stadsmuseum Gent opgenomen. De andere twee daguerreotypieën zijn niet meer teruggevonden.